# Diócesis de Oporto
La diócesis de Oporto (en latín: Dioecesis Portugallensis y en portugués: Diocese de Porto) es una circunscripción eclesiástica de la Iglesia católica en Portugal. Se trata de una diócesis latina, sufragánea de la arquidiócesis de Braga. Desde el 15 de marzo de 2018 su obispo es Manuel da Silva Rodrigues Linda.

## Territorio y organización

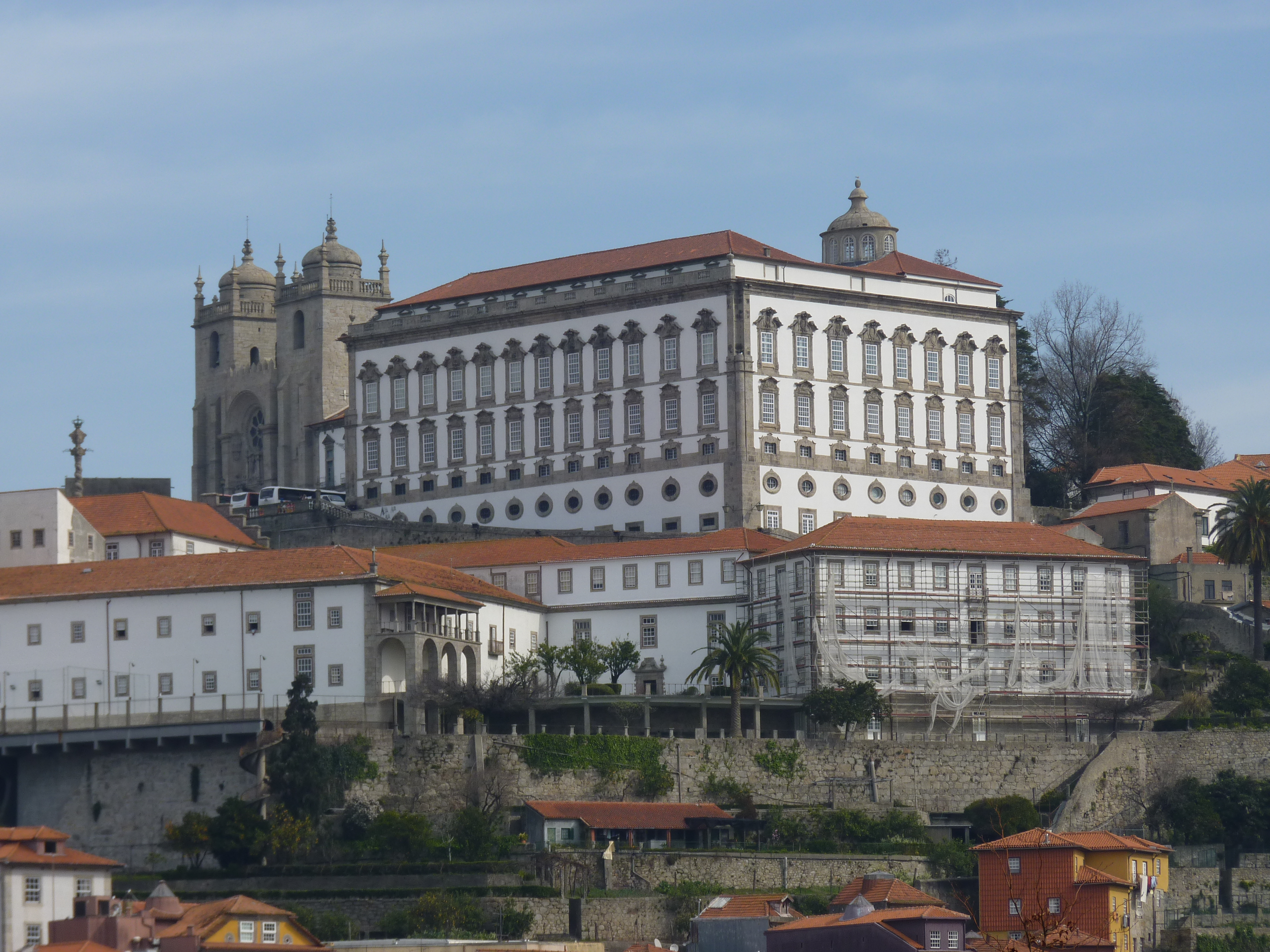
Antiguo Palacio episcopal de Oporto

La diócesis tiene 3010 km² y extiende su jurisdicción sobre los fieles católicos de rito latino residentes en:
- el distrito de Oporto, excepto el municipio de Póvoa de Varzim y algunas parroquias de los municipios de Santo Tirso y de Vila do Conde;
- los municipios de Arouca, Vale de Cambra, Espinho, Ovar, Oliveira de Azeméis, São João da Madeira, Santa Maria da Feira y Castelo de Paiva del distrito de Aveiro.

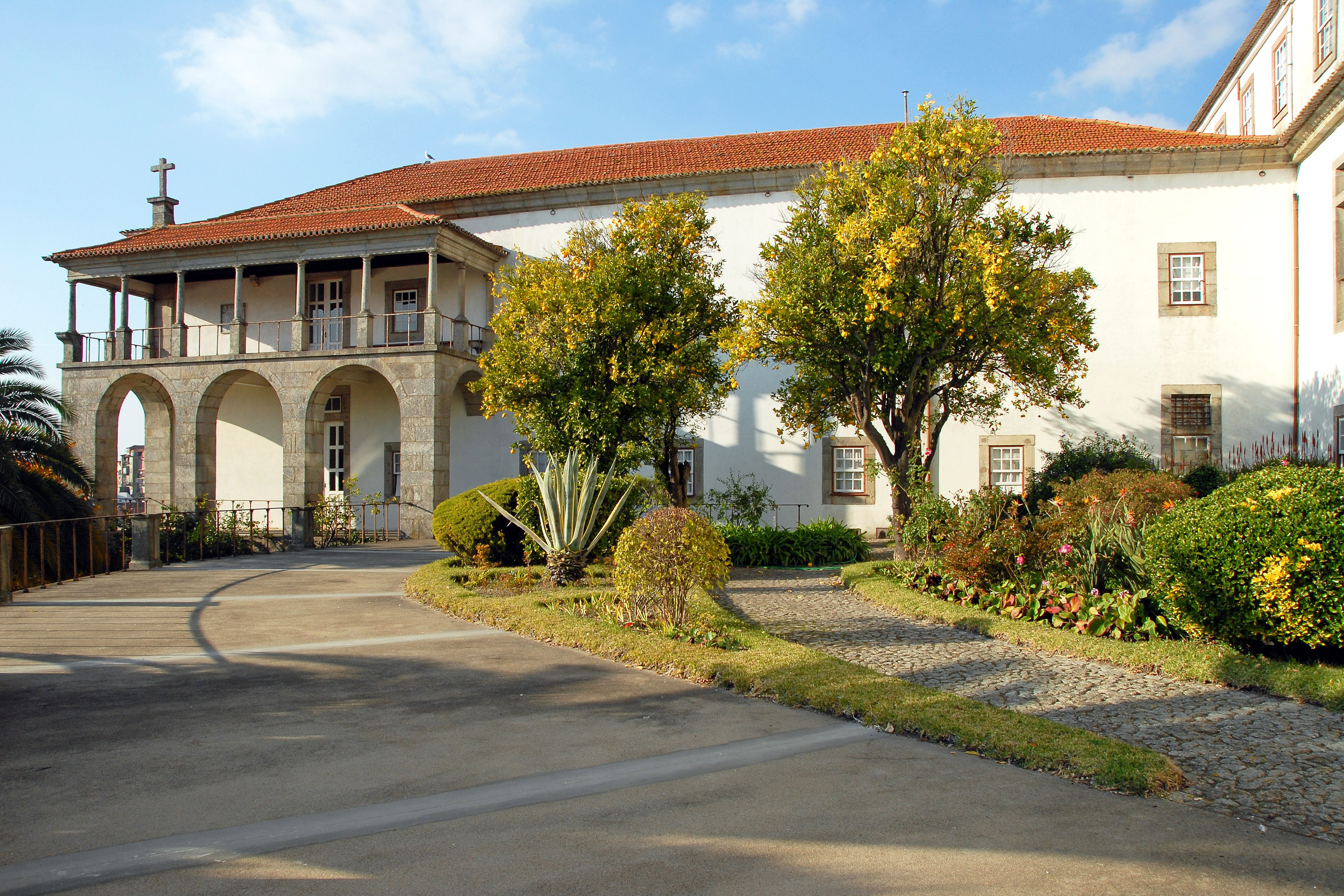
Seminario mayor de la diócesis

La sede de la diócesis se encuentra en la ciudad de Oporto, en donde se halla la Catedral de Nuestra Señora de la Asunción.
En 2021 en la diócesis existían 477 parroquias agrupadas en 22 vicariatos, a su vez agrupados en 4 zonas pastorales. 

## Historia
La diócesis de Oporto probablemente se erigió en el siglo VI, con la afirmación del cristianismo durante el Reino suevo. La primera sede episcopal fue la ciudad de Magnetis correspondiente a la freguesia de Meinedo en el municipio portugués de Lousada: entre los obispos presentes en el segundo Concilio de Braga en 572 estaba Viator Magnetense. Es el único obispo conocido con el título de Magneto, cuya sede fue trasladada a la cercana ciudad de Portucale con el surgimiento del Reino visigodo a partir del 585.
Dos obispos portucalensis estuvieron presentes en el primer Concilio visigodo de Toledo; Constancio y el arriano Argiovitus, que abjuró de la herejía arriana y a quien se encuentra en el concilio de 610, habiendo sucedido a Constancio. Se conocen otros obispos a lo largo del período visigodo hasta finales del siglo VII. En el 716 la ciudad fue conquistada y destruida por los árabes y por cerca de unos dos siglos no se tienen más noticias sobre la comunidad cristiana de Oporto; es probable que muchos cristianos, incluidos los obispos, se refugiaran más al norte, en tierras asturianas.
En la segunda mitad del siglo IX Oporto y su región fueron reconquistados por los cristianos y se restauraron las estructuras cristianas. La consagración o construcción de algunas iglesias y monasterios se remonta a este período. En el segundo Concilio de Oviedo del 900, aparece el nombre del obispo Gomado, el primero conocido tras una larga interrupción en la sucesión episcopal. La siguiente serie episcopal no está completa y se interrumpe varias veces; después de 1070 ya no se conocen obispos, y la Iglesia de Oporto fue gobernada por archidiáconos, bajo la supervisión de los arzobispos de Braga.
En 1113 se restableció definitivamente la sede de Oporto con el nombramiento del obispo Hugo, de origen francés y arcediano de la archidiócesis de Santiago de Compostela. En diciembre de 1114 Hugo convocó un sínodo con los obispos de las diócesis vecinas para definir algunos aspectos religiosos y establecer los límites de las distintas diócesis involucradas, que fueron fijados por el papa Pascual II con la bula Egregias quondam del 15 de agosto de 1115 y que se mantuvo sin cambios hasta 1881. Con la misma bula, el papa sometió inmediatamente la diócesis a la Santa Sede; pero pronto fue anexada a la provincia eclesiástica de Braga.
Un período de tensión en la vida de la diócesis fue cuando en 1640 el papa Urbano VIII reconoció como obispo a Francisco Pereira Pinto, elegido por el rey Felipe III de España a quien se le impidió tomar posesión de la diócesis, mientras que el rey Juan IV de Portugal eligió a dos candidatos sucesivos que no recibieron el reconocimiento papal. Este período continuará hasta la muerte de Francisco Pereira Pinto en 1670.
En el siglo siguiente la situación se repitió cuando en 1716 el papa Clemente XI no reconoció al candidato obispo de nombramiento real, João Maria. La sede estuvo vacante hasta 1741. Pero no fue la última vez, porque también en 1833 el candidato a obispo por nombramiento real, Manuel de Santa Inês, no fue reconocido y la sede quedó vacante hasta 1843.
El 1o de julio de 1770 cedió una parte del territorio para la erección de la diócesis de Penafiel mediante la bula Totius orbis ecclesiis del papa Clemente XIV, que sin embargo ya fue suprimida el 11 de diciembre de 1778 con un motu proprio y su territorio incorporado de nuevo al de Oporto.
Tras la reorganización de las diócesis portuguesas, prevista por la bula Gravissimum Christi del papa León XIII del 30 de septiembre de 1881, la diócesis de Oporto amplió su territorio con la adquisición de parroquias de las diócesis vecinas de Braga, Lamego y Aveiro, simultáneamente suprimidas. La diócesis contaba entonces con 434 parroquias con 605 011 fieles.
El 24 de agosto de 1938 cedió otra porción de su territorio para la restauración de la diócesis de Aveiro mediante bula Omnium ecclesiarum del papa Pío XI.

## Estadísticas
Según el Anuario Pontificio 2022 la diócesis tenía a fines de 2021 un total de 1 867 240 fieles bautizados.
| Año                                                                             | Población            | Población | Población      | Sacerdotes | Sacerdotes    | Sacerdotes    | Bautizados por sacerdote | Diáconos permanentes | Religiosos | Religiosos | Parroquias |
| Año                                                                             | Bautizados católicos | Total     | % de católicos | Total      | Clero secular | Clero regular | Bautizados por sacerdote | Diáconos permanentes | Varones    | Mujeres    | Parroquias |
| ------------------------------------------------------------------------------- | -------------------- | --------- | -------------- | ---------- | ------------- | ------------- | ------------------------ | -------------------- | ---------- | ---------- | ---------- |
| 1949                                                                            | 1 120 000            | 1 194 000 | 93.8           | 773        | 623           | 150           | 1448                     |                      | 245        | 560        | 457        |
| 1969                                                                            | 1 480 000            | 1 500 000 | 98.7           | 713        | 566           | 147           | 2075                     |                      | 188        | 1200       | 376        |
| 1980                                                                            | 1 842 499            | 1 876 748 | 98.2           | 745        | 503           | 242           | 2473                     |                      | 350        | 1618       | 477        |
| 1990                                                                            | 1 869 000            | 2 182 000 | 85.7           | 615        | 440           | 175           | 3039                     |                      | 274        | 1485       | 477        |
| 1999                                                                            | 1 870 000            | 1 888 826 | 99.0           | 600        | 405           | 195           | 3116                     | 16                   | 281        | 1128       | 477        |
| 2000                                                                            | 1 869 826            | 1 888 826 | 99.0           | 582        | 401           | 181           | 3212                     | 16                   | 274        | 1109       | 477        |
| 2001                                                                            | 1 869 826            | 1 888 826 | 99.0           | 594        | 402           | 192           | 3147                     | 16                   | 274        | 991        | 477        |
| 2002                                                                            | 1 869 826            | 2 064 813 | 90.6           | 590        | 398           | 192           | 3169                     | 16                   | 274        | 991        | 477        |
| 2003                                                                            | 1 869 826            | 2 064 813 | 90.6           | 551        | 364           | 187           | 3393                     | 16                   | 283        | 862        | 477        |
| 2004                                                                            | 1 869 826            | 2 064 813 | 90.6           | 548        | 355           | 193           | 3412                     | 16                   | 275        | 1086       | 477        |
| 2013                                                                            | 1 914 000            | 2 115 000 | 90.5           | 495        | 307           | 188           | 3866                     | 74                   | 286        | 665        | 477        |
| 2016                                                                            | 1 890 000            | 2 088 000 | 90.5           | 465        | 286           | 179           | 4064                     | 93                   | 285        | 568        | 477        |
| 2019                                                                            | 1 871 500            | 2 067 700 | 90.5           | 454        | 278           | 176           | 4122                     | 99                   | 214        | 526        | 477        |
| 2021                                                                            | 1 867 240            | 2 063 000 | 90.5           | 472        | 268           | 204           | 3956                     | 101                  | 280        | 493        | 477        |
| Fuente: Catholic-Hierarchy, que a su vez toma los datos del Anuario Pontificio. |                      |           |                |            |               |               |                          |                      |            |            |            |